# Gustav Conz
Gustav Heinrich Conz (né le 26 septembre 1832 à Tübingen, mort le 20 juin 1914 à Stuttgart) est un peintre wurtembergeois.

## Biographie

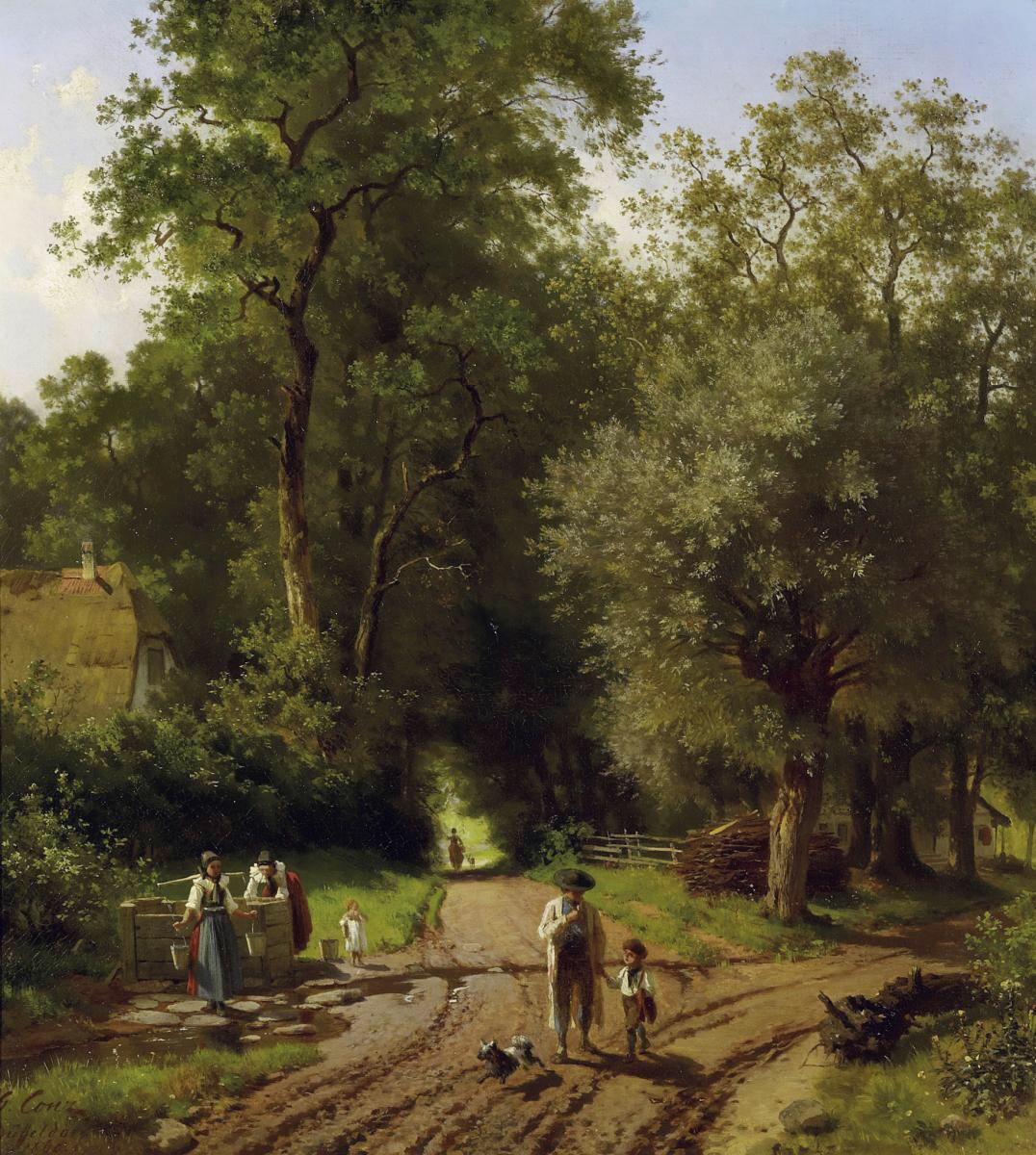
Jour d'été à la fontaine, 1860

Gustav Conz montre une passion pour l'art dans sa jeunesse, mais étudie la théologie jusqu'à ce qu'une maladie violente l'empêche de poursuivre ses études. Conz se tourne vers la peinture et fréquente l'académie d'État des beaux-arts de Stuttgart (de), où Heinrich Funk et Bernhard von Neher sont ses professeurs. Après avoir étudié pendant quelques années à Munich et de 1858 à 1862 en tant qu'étudiant privé d'Oswald Achenbach à Düsseldorf, il se rend en Italie et étudie une année à Rome et dans les environs. La plupart de ses tableaux, parfois de simples vedute consciencieux, montrent des vues de ces régions. Conz est membre de l'association de Düsseldorf Malkasten. En 1865, il devient professeur du lycée Reine-Catherine de Stuttgart (de). En 1872 naît son fils Walter Conz.